# Западный Пакистан
Западный Пакистан (англ. West Pakistan) — одна из двух провинций Пакистана в период с 1955 по 1970 год. 
Западный Пакистан был создан в 1955 году в рамках политики объединения регионов при премьер-министре Мухаммаде Али Чоудхури.

## Губернаторы
| Срок полномочий                       | Губернатор Западного Пакистана          |
| ------------------------------------- | --------------------------------------- |
| 14 октября 1955 — 27 августа 1957 гг. | Муштак Ахмед Гурмани                    |
| сентябрь 1957 — 12 апреля 1960 гг.    | Ахтер Хусейн                            |
| 12 апреля 1960 — 18 сентября 1966 гг. | Амир Мухаммед Хан                       |
| 18 сентября 1966 — 20 марта 1969 гг.  | Мухаммад Муса                           |
| 20 марта 1969 — 25 марта 1969 гг.     | Юсуф Харун                              |
| 25 марта 1969 — 29 августа 1969 гг.   | Аттикур Рахман                          |
| 29 августа 1969 — 1 сентября 1969 гг. | Тикка Хан                               |
| 1 сентября 1969 — 1 февраля 1970 гг.  | Нур Хан                                 |
| 1 февраля 1970 — 1 июля 1970 гг.      | Мирза Нурул Худа                        |
| 1 июля 1970 год                       | Провинция прекратила своё существование |

## Главный министр
| Срок полномочий                    | Главный министр Западного Пакистана | политическая партия                 |
| ---------------------------------- | ----------------------------------- | ----------------------------------- |
| 14 октября 1955 — 16 июля 1957 гг  | Хан Абдул Джаббар Хан               | Пакистанская мусульманская лига     |
| 16 июля 1957 — 18 марта 1958 гг.   | Сардар Абдул Рашид Хан              | Пакистанская республиканская партия |
| 18 марта 1958 — 7 октября 1958 гг. | Музаффар Али Хан Кизилбаш           | Пакистанская республиканская партия |
| 7 октября 1958 г.                  | Должность была упразднена           |                                     |